# Всеросійський науково-дослідний інститут експериментальної фізики
Російський федеральний ядерний центр — Всеросійський науково-дослідний інститут експериментальної фізики (рос. Российский федеральный ядерный центр — Всероссийский научно-исследовательский институт экспериментальной физики) — російський федеральний ядерний центр.

## Історія
Історія Російського федерального ядерного центру — Всеросійського науково-дослідного інституту експериментальної фізики (рос. РФЯЦ-ВНИИЭФ) бере свій початок у 1943 році, коли Державним комітетом оборони (ДКО) було прийнято рішення про створення в місті Кремльові (раніше — місто Сараклич, з серпня 1995 — Саров) першої в СРСР організації, що займається дослідженнями з атомної проблематики — Лабораторії вимірювальних приладів № 2 Академії наук СРСР.
9 квітня 1946 було прийнято рішення про створення, а 21 червня 1946 підписано постанову Уряду СРСР щодо будівництва особливої науково-дослідницької та проєктної організації з метою практичної розробки ядерної зброї — Конструкторського бюро-11 Міністерства середнього машинобудування СРСР (КБ-11 Мінсередмашу СРСР).
Як основна база для будівництва центру, відомого також під назвою "Арзамас-16", був обраний розташований в Сарові завод № 550. Начальником КБ-11 був призначений Павло Зернов, головним конструктором — досвідчений вчений-фізик, член-кореспондент (пізніше — академік) АН СРСР Юлій Харитон, який згодом (1952-1992) обіймав посаду наукового керівника створеного ВНІІЕФ. Тоді ж на об'єкт були переведені інші видатні радянські фізики, зокрема, Яків Зельдович і Кирило Щолкін.
Для самого Харитона подібна робота фактично почалася ще в 1939 році, коли він разом з Зельдовичем вперше у світі здійснив розрахунок ланцюгової реакції розподілу урану, а трохи пізніше займався розробкою теоретичного питання стійкості ядерних реакторів.
У лютому 1947 постановою Ради Міністрів СРСР КБ-11 було віднесено до особливо режимних підприємствам з перетворенням його території на закриту режимну зону. 1 січня 1967 КБ-11 було перейменовано в ВНІІЕФ (Всесоюзне НДІ експериментальної фізики). 
У 1992 Всесоюзному НДІ розпорядженням Президента Російської Федерації було присвоєно статус Російського федерального ядерного центру (РФЯЦ-ВНІІЕФ).
На базі інституту були побудовані графітовий дослідницький реактор, найбільший в Європі лінійний прискорювач "Пульсар", 12-канальна лазерна установка "Іскра-5". 
Неоціненне значення у становленні інституту мало залучення до робіт над ядерною зброєю цілої плеяди видатних вчених і великих організаторів: Віталія Олександровича, Олексія Бессарабенко, Миколи Боголюбова, Льва Галина, Віктора Давиденка, Євгенія Забабахіна, Юрія Зисіна, Самвела Кочарянца, Михайла Лаврентьєва, Бориса Музрукова, Андрія Сахарова, Ігоря Тамма, Георгія Флерова, Григорія Клінішова, Давида Франк-Каменецького та інших.
Одна з найяскравіших сторінок історії інституту — створення першої радянської атомної бомби (РДС-1), що пройшла успішні випробування 29 серпня 1949. Пізніше в стінах інституту під керівництвом майбутнього академіка Андрія Сахарова була розроблена і зібрана перша у світі транспортабельна воднева бомба, випробувана 12 серпня 1953.
Розробки інституту використовувалися і в мирних цілях: для ліквідації аварійних газових фонтанів, створення підземних сховищ і захоронення шкідливих промислових відходів, інтенсифікації припливу нафти і природного газу, дроблення руди для підземних робіт і сейсмічної розвідки. Так, 30 вересня 1966 за допомогою підриву опущеного на глибину 1,5 тисяч метрів ядерного заряду був згашений 70-метровий газовий факел на Урта-Булакському газовому родовищі в Узбецькій РСР.

## Сьогодні
В даний час ФГУП РФЯЦ-ВНІІЕФ — найбільший науково-технічний центр Росії, який вирішує оборонні, наукові та народногосподарські завдання. Основним завданням РФЯЦ-ВНІІЕФ було і залишається забезпечення надійності та безпеки ядерної зброї Росії.
До складу РФЯЦ-ВНІІЕФ входять кілька інститутів: теоретичної і математичної фізики, експериментальної газодинаміки і фізики вибуху, ядерної та радіаційної фізики, лазерно-фізичних досліджень, науково-технічний центр фізики високих густин енергії та направлених потоків випромінювань, а також конструкторські бюро і тематичні центри, об'єднані загальним науковим і адміністративним керівництвом.
Науково-технічний колектив центру налічує кілька сотень докторів і кандидатів наук і близько 10 тисяч наукових співробітників.
З 29 лютого 2008 Ядерний центр в Сарові очолює доктор технічних наук Валентин Костюков.
8 серпня 2019 року на військовому полігоні в населеному пункті Ньоноска, що знаходиться неподалік міста Северодвінськ (Архангельська область) сталась надзвичайна подія, внаслідок якої загинуло щонайменше 5 чоловік — науковців Всеросійський науково-дослідний інститут експериментальної фізики|Російського федерального ядерного центру — Всеросійського науково-дослідницького інституту експериментальної фізики та двоє військових, а у місті Северодвінськ було зафіксовано підвищення рівня радіаційного фону. За офіційними даними подія сталась при випробуванні малогабаритного джерела енергії з використанням матеріалів, що діляться.
Однак, оскільки подробиці події залишались втаємниченими, на основі доступних даних низка оглядачів припустили, що надзвичайна подія насправді пов'язана з роботами над крилатою ракетою «Буревісник».